# Maison Kern
La maison Kern est un monument historique situé à Colmar, dans le département français du Haut-Rhin.

## Localisation
Ce bâtiment est situé au 1, rue du Conseil-Souverain à Colmar.

## Historique
Cette maison a été édifiée en 1594 ou 1597. Elle est typique de la Renaissance allemande.
Elle porte le nom de Georges Kern (1820-1898) qui en fut le propriétaire de 1853 à 1894. Il a été le président de la Société d'embellissement de la ville.
La maison fait l’objet d’une inscription au titre des monuments historiques depuis le 6 mars 1990.

## Architecture

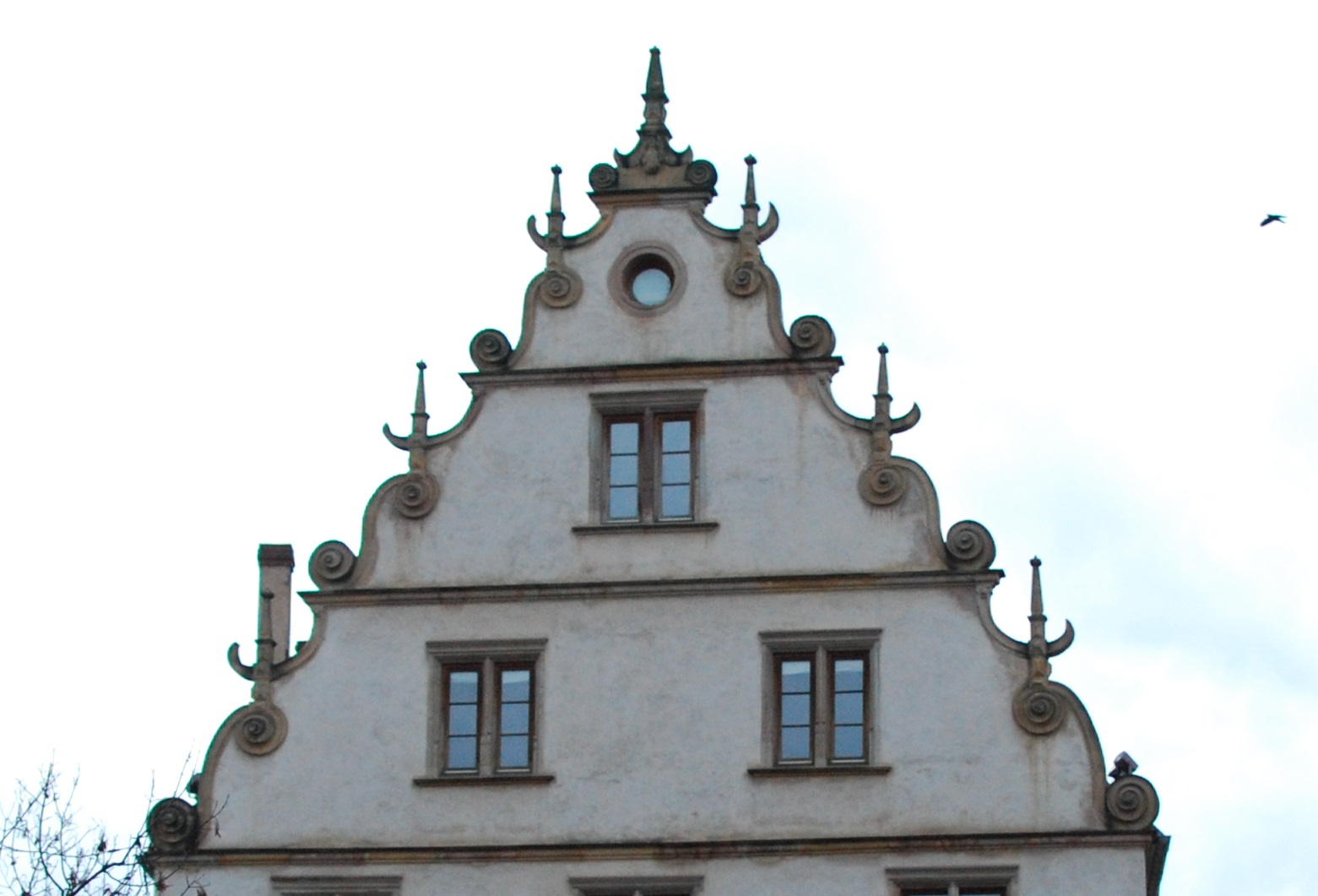
Détail de la façade.

On peut y observer un pignon Renaissance à rampants curvilignes agrémentés d'ailerons et d'obélisques, c'est un pignon à volutes. Présence de plafonds ornés de têtes et de motifs végétaux.